# Leviksfjärden
Leviksfjärden eller Lerviksfjärden är en sjö i Hammarlands kommun i Åland (Finland). Den ligger i den nordvästra delen av landskapet, 26 km norr om huvudstaden Mariehamn. Leviksfjärden ligger 8 meter över havet. Den ligger på ön Fasta Åland. Arean är 26 hektar och strandlinjen är 2,71 kilometer lång. Sjön  ingår i Norra Ålands havs avrinningsområde. 